# إيغور ميلادينوفيتش
إيغور ميلادينوفيتش هو لاعب كرة قدم صربي في مركز الوسط، ولد في 25 يونيو 1989 في بلغراد في صربيا. لعب مع نادي زيمون.

## وصلات خارجية
- إيغور ميلادينوفيتش على موقع قاعدة بيانات كرة القدم.إي يو (الإنجليزية)
- إيغور ميلادينوفيتش على موقع Soccerway.com (الإنجليزية)